# Nick Carter (Sänger)

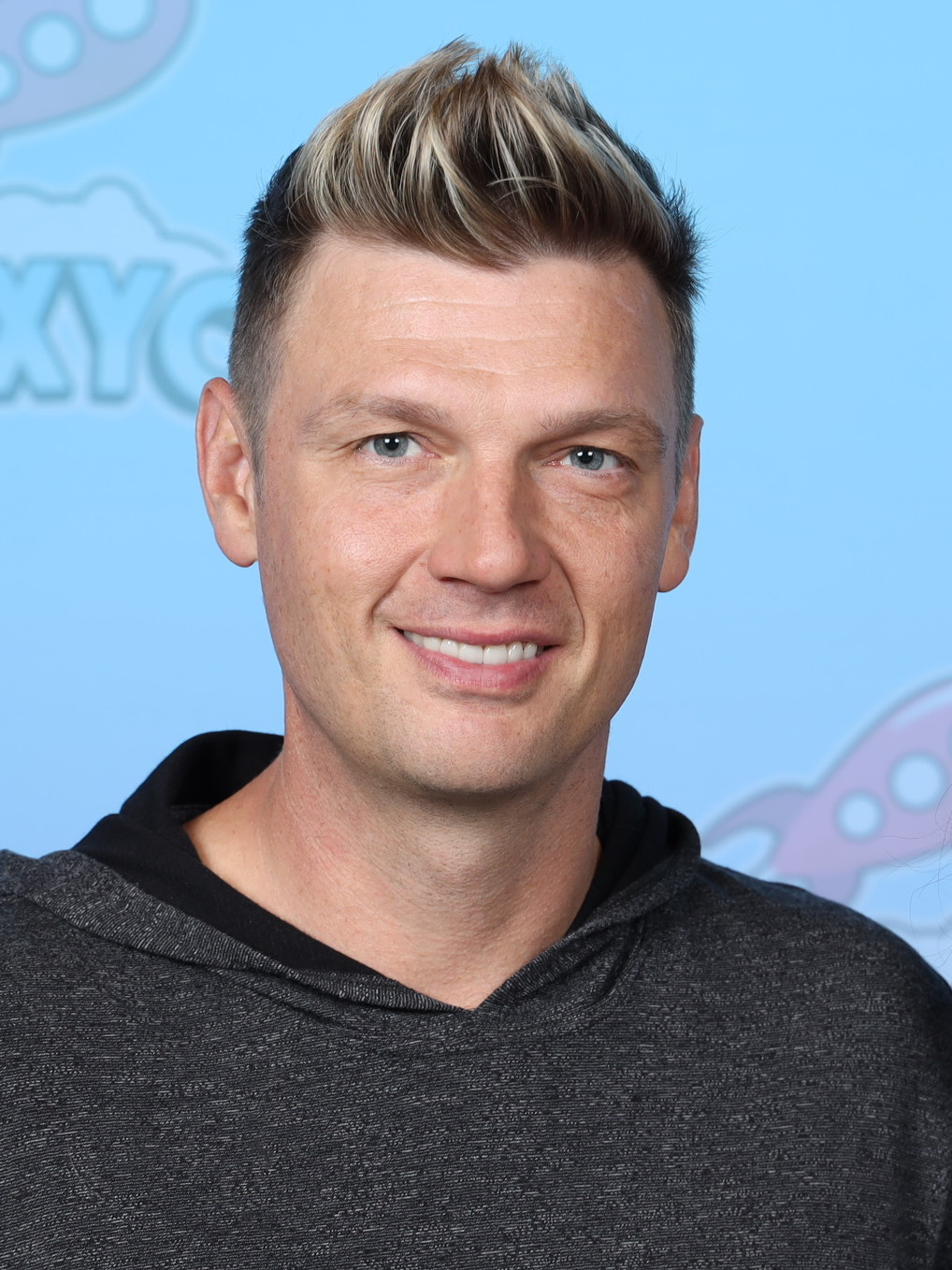
Nick Carter (2023)

Nicholas Gene „Nick“ Carter (* 28. Januar 1980 in Jamestown, New York) ist ein US-amerikanischer Sänger. Als Mitglied der Boygroup Backstreet Boys ist er seit den 1990er Jahren erfolgreich. 2002 veröffentlichte er seine erste Soloplatte.

## Familie
Nick Carter wurde 1980 als ältester Sohn von Robert Gene Carter und Jane Elizabeth Spaulding in Jamestown im Bundesstaat New York geboren. Er hatte vier Geschwister. Aus einer früheren Ehe seines Vaters stammt eine ältere Halbschwester. Nachdem sich seine Eltern 2003 hatten scheiden lassen, heiratete Robert Carter erneut und bekam 2005 mit seiner jetzigen Frau einen weiteren Sohn.
Nick Carters im November 2022 verstorbener Bruder Aaron war ebenfalls im Musikgeschäft tätig. Auch seine Schwester Leslie war Musikerin, sie starb am 31. Januar 2012 im Alter von 25 Jahren. Carter, der gerade mit seinem Solo-Album auf Tour war, setzte die Tournee fort und widmete seiner Schwester den Rest dieser Tour. Am 23. Dezember 2023 starb seine Schwester Bobbie Jean Carter im Alter von 41 Jahren aus noch ungeklärter Ursache.
Seit 2014 ist er mit der Schauspielerin und Filmproduzentin Lauren Kitt Carter verheiratet. 2016 wurde er Vater eines Sohnes; 2019 und 2021 folgten Töchter.

## Leben und Karriere

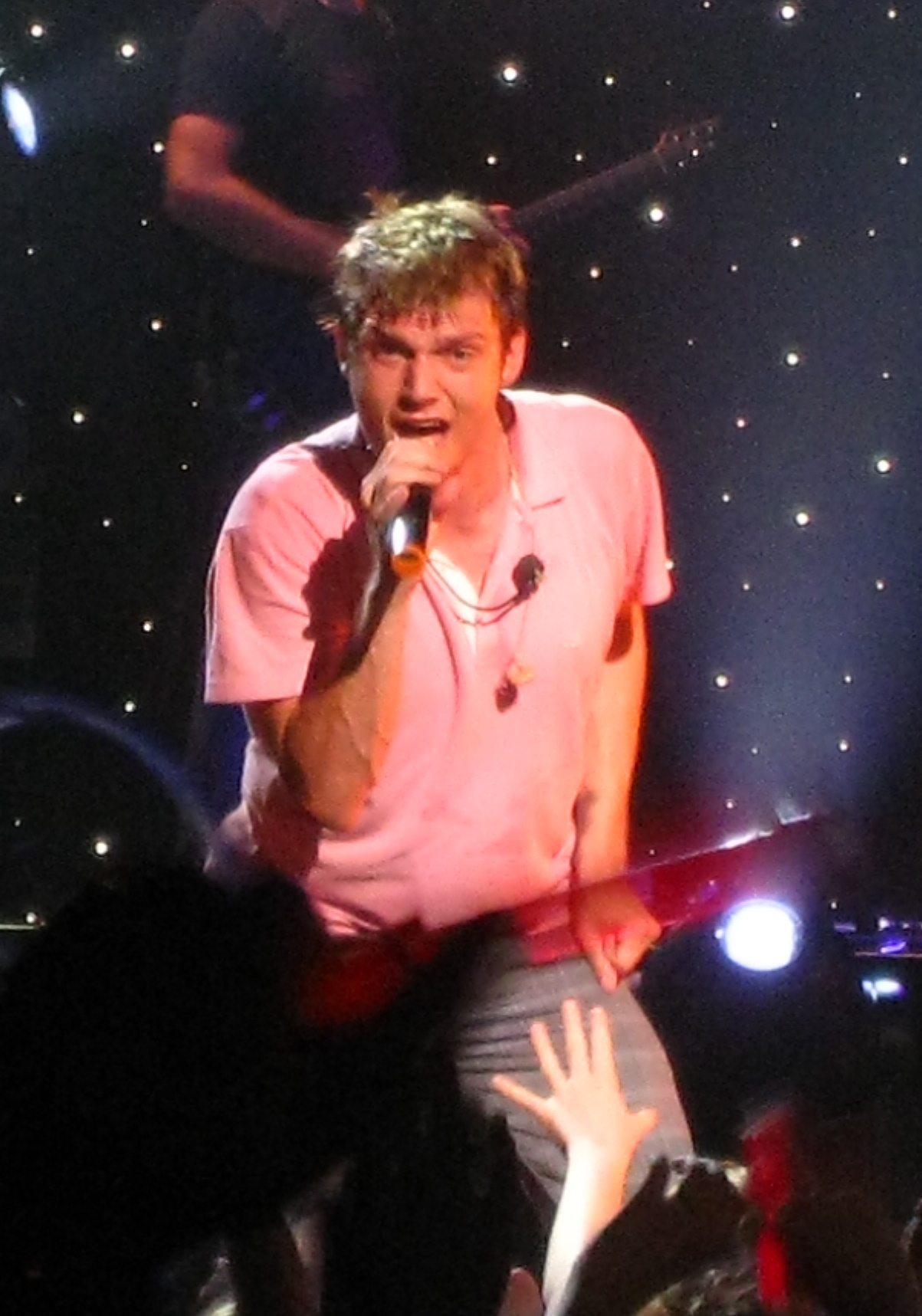
Nick Carter (2008)

Mitte der 1980er Jahre zogen die Carters von New York nach Florida, dort nahm er an verschiedenen Castings für Werbespots, Filme und Fernsehen teil, die ihm bereits im frühen Alter kleinere Rollen wie in Edward mit den Scherenhänden einbrachten. Zur gleichen Zeit machte er erste Erfahrungen auf der Bühne und im Tonstudio. 1993 wurde der damals 13-jährige zum jüngsten Mitglied der Boygroup Backstreet Boys, die 1995 ihren Durchbruch hatte. Carter wurde zum populärsten Mitglied der Gruppe und zum Teenager-Idol.
2002 veröffentlichte er sein erstes Soloalbum Now or Never. Von 2003 bis 2004 führte er eine Beziehung mit der Hotelerbin Paris Hilton, das in dieser Zeit entstandene „Paris“-Tattoo ließ er später mit einem Totenkopf und dem Schriftzug „Old habits die hard“ (Alte Gewohnheiten lassen sich schwer ablegen) überdecken.
Mitte des Jahres 2006 bezog Carter mit seinen vier Geschwistern ein Haus in Los Angeles, um im Rahmen der Reality-Serie House of Carters bestehende familiäre Probleme in den Griff zu bekommen. Es wurden Wiederannäherungsversuche zwischen ihm und seinen Geschwistern sowie zu seiner Mutter gezeigt, zu der er wegen Streitigkeiten seit mehreren Jahren keinen Kontakt mehr gepflegt hatte.
Im September 2006 sorgte Carter für Aufsehen, als er in der US-Radiosendung von Howard Stern offenbarte, dass er während seiner Schulzeit mit seiner damaligen Schulkameradin Debra Lafave anderthalb Jahre lang liiert gewesen sei und während dieser Zeit auch seine Jungfräulichkeit verloren habe. Lafave, die später als Lehrerin arbeitete, wurde wegen sexuellen Missbrauchs Schutzbefohlener angeklagt, da sie eine intime Beziehung zu einem 14-jährigen Schüler gepflegt hatte.
2008 erklärte Carter, dass er jahrelang drogen- und alkoholsüchtig gewesen sei, aber seine Sucht nun überwunden habe. Nachdem ihm sein Arzt eine Erkrankung des Herzmuskels bescheinigt hatte, habe er sein Leben radikal geändert. Er gehe ins Fitnessstudio, ernähre sich gesund und trinke keinen Alkohol mehr. Im November 2015 belegte er in der US-Tanzshow Dancing with the Stars den 2. Platz. Im selben Monat veröffentlichte er sein drittes Soloalbum mit dem Titel All American. Im Januar 2016 wurde er in Florida wegen einer Prügelei verhaftet. Dies war nach 2002 (wegen Verweigerung von polizeilichen Anweisungen) und 2005 (wegen Trunkenheit am Steuer) seine dritte Verhaftung.
Melissa Amber Schuman, die ehemalige Sängerin von Dream, warf ihm 2017 vor, sie 15 Jahre zuvor vergewaltigt zu haben. Carter sagte, dass sämtliche Handlungen einvernehmlich gewesen seien. Die Anschuldigungen sind verjährt. Carter erreichte im Dezember 2020 als Krokodil in der vierten Staffel der US-amerikanischen Version von The Masked Singer den dritten Platz. Im Dezember 2022 wurden erneut Vorwürfe des sexuellen Übergriffs gegen ihn laut.

## Diskografie

### Studioalben
| Jahr | Titel             | Höchstplatzierung, Gesamtwochen, AuszeichnungChartplatzierungen (Jahr, Titel, Platzierungen, Wochen, Auszeichnungen, Anmerkungen) | Höchstplatzierung, Gesamtwochen, AuszeichnungChartplatzierungen (Jahr, Titel, Platzierungen, Wochen, Auszeichnungen, Anmerkungen) | Höchstplatzierung, Gesamtwochen, AuszeichnungChartplatzierungen (Jahr, Titel, Platzierungen, Wochen, Auszeichnungen, Anmerkungen) | Höchstplatzierung, Gesamtwochen, AuszeichnungChartplatzierungen (Jahr, Titel, Platzierungen, Wochen, Auszeichnungen, Anmerkungen) | Anmerkungen                                               |
| Jahr | Titel             | DE | AT | CH | US | Anmerkungen                                               |
| ---- | ----------------- | --- | --- | --- | --- | --------------------------------------------------------- |
| 2002 | Now or Never      | DE25 (2 Wo.)DE | AT66 (2 Wo.)AT | CH85 (2 Wo.)CH | US17 Gold · (9 Wo.)US | Erstveröffentlichung: 20. Oktober 2002                    |
| 2011 | I’m Taking Off    | DE46 (1 Wo.)DE | — | — | — | Erstveröffentlichung: 24. Mai 2011                        |
| 2014 | Nick & Knight     | — | — | — | US24 (1 Wo.)US | Erstveröffentlichung: 2. September 2014 mit Jordan Knight |
| 2015 | All American      | — | — | — | — | Erstveröffentlichung: 25. November 2015                   |
| 2025 | Love Life Tragedy | — | — | — | — | Erstveröffentlichung: 15. Mai 2025                        |

### Kompilationen
- 2002: Before the Backstreet Boys 1989–1993

### Singles
| Jahr | Titel Album                                        | Höchstplatzierung, Gesamtwochen, AuszeichnungChartplatzierungen (Jahr, Titel, Album, Platzierungen, Wochen, Auszeichnungen, Anmerkungen) | Höchstplatzierung, Gesamtwochen, AuszeichnungChartplatzierungen (Jahr, Titel, Album, Platzierungen, Wochen, Auszeichnungen, Anmerkungen) | Höchstplatzierung, Gesamtwochen, AuszeichnungChartplatzierungen (Jahr, Titel, Album, Platzierungen, Wochen, Auszeichnungen, Anmerkungen) | Höchstplatzierung, Gesamtwochen, AuszeichnungChartplatzierungen (Jahr, Titel, Album, Platzierungen, Wochen, Auszeichnungen, Anmerkungen) | Anmerkungen                                                            |
| Jahr | Titel Album                                        | DE | AT | CH | UK | Anmerkungen                                                            |
| ---- | -------------------------------------------------- | --- | --- | --- | --- | ---------------------------------------------------------------------- |
| 2001 | Not Too Young, Not Too Old Oh Aaron                | — | — | — | — | Erstveröffentlichung: 3. September 2001 Aaron Carter feat. Nick Carter |
| 2002 | Help Me Now or Never                               | DE18 (7 Wo.)DE | AT26 (8 Wo.)AT | CH33 (10 Wo.)CH | UK17 (3 Wo.)UK | Erstveröffentlichung: 24. Juni 2002                                    |
| 2002 | Do I Have to Cry for You Now or Never              | — | — | — | — | Erstveröffentlichung: August 2002                                      |
| 2003 | I Got You Now or Never                             | DE57 (6 Wo.)DE | AT74 (2 Wo.)AT | CH91 (1 Wo.)CH | — | Erstveröffentlichung: 14. Februar 2003                                 |
| 2009 | Beautiful Lie Best Kept Secret (Deluxe Edition)    | DE19 (11 Wo.)DE | AT49 (3 Wo.)AT | — | — | Erstveröffentlichung: 29. Oktober 2009 mit Jennifer Paige              |
| 2010 | Just One Kiss I’m Taking Off                       | DE75 (1 Wo.)DE | AT55 (1 Wo.)AT | — | — | Erstveröffentlichung: 28. November 2010                                |
| 2011 | I’m Taking Off                                     | — | — | — | — | Erstveröffentlichung: 31. Mai 2011                                     |
| 2011 | Love Can’t Wait I’m Taking Off                     | — | — | — | — | Erstveröffentlichung: 21. Juni 2011                                    |
| 2012 | Burning Up I’m Taking Off                          | — | — | — | — | Erstveröffentlichung: 24. Januar 2012 feat. Britton "Briddy" Shaw      |
| 2014 | One More Time Nick & Knight                        | — | — | — | — | Erstveröffentlichung: 2. September 2014 mit Jordan Knight              |
| 2015 | I Will Wait All American                           | — | — | — | — | Erstveröffentlichung: 12. September 2015                               |
| 2016 | 19 in 99 All American                              | — | — | — | — | Erstveröffentlichung: 5. Februar 2016                                  |
| 2020 | 80s Movie –                                        | — | — | — | — | Erstveröffentlichung: 18. Dezember 2020                                |
| 2021 | Scary Monster –                                    | — | — | — | — | Erstveröffentlichung: 11. November 2021                                |
| 2022 | Easy –                                             | — | — | — | — | Erstveröffentlichung: 11. Februar 2022 feat. Jimmie Allen              |
| 2023 | Hurts to Love You Love Life Tragedy                | — | — | — | — | Erstveröffentlichung: 11. Januar 2023                                  |
| 2023 | Superman Love Life Tragedy                         | — | — | — | — | Erstveröffentlichung: 18. August 2023                                  |
| 2023 | Made for Us Love Life Tragedy                      | — | — | — | — | Erstveröffentlichung: 31. Oktober 2023                                 |
| 2023 | Never Break My Heart (Not Again) Love Life Tragedy | — | — | — | — | Erstveröffentlichung: 31. Dezember 2023                                |
| 2024 | So Sweet (The Amazing Digital Circus) –            | — | — | — | — | Erstveröffentlichung: 4. Mai 2024 feat. Rockit Music & NCX             |

## Auszeichnungen für Musikverkäufe
| Goldene Schallplatte - Japan - 2002: für das Album Now or Never |

Anmerkung: Auszeichnungen in Ländern aus den Charttabellen bzw. Chartboxen sind in ebendiesen zu finden.
| Land/RegionAuszeichnungen für Musikverkäufe (Land/Region, Auszeichnungen, Verkäufe, Quellen) | Gold     | Platin | Verkäufe | Quellen    |
| -------------------------------------------------------------------------------------------- | -------- | ------ | -------- | ---------- |
| Japan (RIAJ)                                                                                 | Gold1    | —      | 100.000  | riaj.or.jp |
| Vereinigte Staaten (RIAA)                                                                    | Gold1    | —      | 500.000  | riaa.com   |
| Insgesamt                                                                                    | 2× Gold2 | —      |          |            |

## Filmografie
- 1990: Edward mit den Scherenhänden (Edward Scissorhands) (Nachbarschaft; nicht genannt)
- 1990: Judgement (nicht genannt)
- 1998/1999: Saturday Night Live
- 2002: American Dreams
- 2003: American Juniors
- 2003: Meine wilden Töchter
- 2004: The Hollow
- 2005: Brew (wurde nie fertiggestellt)
- 2006: House of Carters (Reality-TV-Serie, 8 Folgen, wurde bisher nur in USA ausgestrahlt)
- 2008: Fast Glass (ein Pilotenactionfilm, bisher noch nicht ausgestrahlt)
- 2010: The Pendant
- 2010: Kill Speed – Lebe schnell ... stirb jung!
- 2012: 90210 (1 Folge)
- 2013: Das ist das Ende (Cameo mit den Backstreet boys)
- 2015: Backstreet Boys: Show 'Em What You’re Made Of (Dokumentarfilm über die Backstreet Boys)
- 2016: Dead 7 – Sie sind schneller als der Tod (Dead 7)